# Décès en avril 1991
Décès
- 1987
- 1988
- 1989
- 1990
- 1991
- 1992
- 1993
- 1994
- 1995

Pour une information complémentaire, voir la page d'aide.

| Date          | Nom                       | Activités                                                          | Âge | Source |
| ------------- | ------------------------- | ------------------------------------------------------------------ | --- | ------ |
| date inconnue | Patricio Arnau            | footballeur espagnol                                               | 83  |        |
| 1er avril     | Rina Zelyonaya            | actrice soviétique                                                 | 89  |        |
| 1er avril     | Martha Graham             | danseuse et chorégraphe américaine                                 | 96  |        |
| 1er avril     | Francisco Alcoriza        | footballeur espagnol                                               | 87  |        |
| 3 avril       | Graham Greene             | écrivain britannique                                               | 86  |        |
| 5 avril       | Sonny Carter              | astronaute américain                                               | 43  |        |
| 7 avril       | Henry Glover              | auteur-compositeur, producteur, arrangeur et musicien américain    | 69  |        |
| 8 avril       | Per Yngve Ohlin "Dead"    | chanteur du groupe de black metal norvégien Mayhem                 | 22  |        |
| 9 avril       | Antoine Dignef            | coureur cycliste belge                                             | 80  |        |
| 9 avril       | Katherine Librowicz       | peintre, sculptrice et lithographe polonaise naturalisée française | 78  | (en)   |
| 14 avril      | Schubert Gambetta         | Footballeur international uruguayen                                | 71  |        |
| 16 avril      | David Lean                | réalisateur britannique                                            | 83  |        |
| 17 avril      | Michael Pertwee           | acteur, dramaturge, scénariste et producteur de cinéma britannique | 74  | (en)   |
| 17 avril      | Édouard Wawrzeniak        | footballeur international français                                 | 78  |        |
| 18 avril      | John Morse Haydon         | homme politique américain                                          | 71  | (en)   |
| 20 avril      | Emmanuel Kiwanuka Nsubuga | cardinal ougandais, archevêque de Kampala                          | 76  |        |
| 23 avril      | William Dozier            | acteur et producteur américain                                     | 83  |        |
| 26 avril      | Jean Goujon               | coureur cycliste français                                          | 77  |        |
| 27 avril      | Elinor Remick Warren      | pianiste et compositrice américaine                                | 91  |        |
| 27 avril      | Robert Velter             | dessinateur de BD                                                  | 82  |        |
| 28 avril      | Ken Curtis                | chanteur, acteur et producteur                                     | 74  |        |
| 29 avril      | Gonzaguinha               | chanteur et compositeur brésilien                                  | 45  | (pt)   |
| 29 avril      | Magdeleine Mocquot        | peintre, graveuse, sculptrice et médailleuse française             | 80  |        |
| 30 avril      | Charles Duits             | écrivain, peintre et poète français                                | 65  |        |